# Dame in bontjas
La dama de armiño (Nederlands:  Dame in bontjas ) is een schilderij van de Grieks-Spaanse kunstschilder El Greco, geschilderd tussen 1577 en 1579, olieverf op doek, 79,8 × 65,7 centimeter groot. Het toont een mooie jonge vrouw met bontjas in een voor die tijd opvallend modern ogende uitwerking en behoort tot de collectie van het Pollok House te Glasgow.

## Context
Naast zijn maniëristische werken schilderde El Greco tijdens zijn leven talloze portretten in een meer barokke stijl, die mede werk beïnvloed door Vlaamse kunstschilders die toentertijd in Spanje verbleven. Meestal portretteerde hij mannen, voornamelijk leden van de kerk, maar bijvoorbeeld ook zijn vriend de dichter Paravicino stond meermaals voor hem model. Van zijn vrouwportretten wordt tegenwoordig ook Dame in bontjas artistiek hooggewaardeerd, hoewel het in de literatuur over El Greco vaak onbesproken blijft. Dat laatste heeft te maken met het feit dat het schilderij zich tot 1966 in een privécollectie bevond en vrijwel nooit openbaar geëxposeerd werd. Het portret oogt opvallend modern en zou op het eerste oog zo in de negentiende eeuw gedateerd kunnen worden.

## Afbeelding

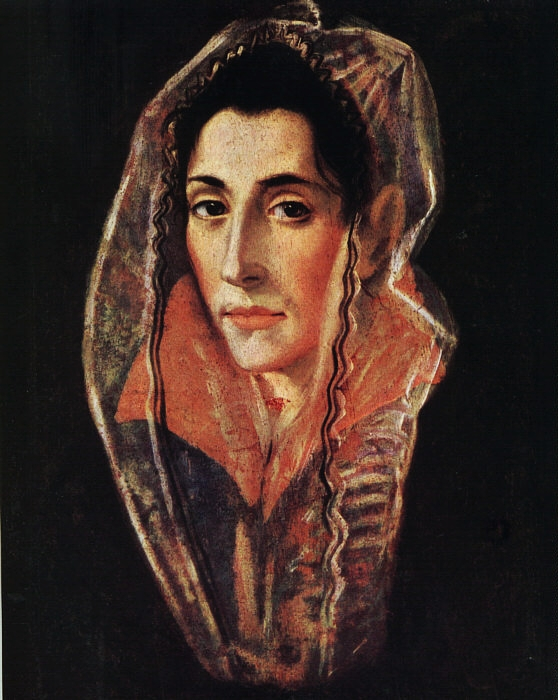
Portret Jeronima de las Cuevas in het Philadelphia Museum of Art.

Dame in bontjas beeldt een mooie jonge vrouw af, van wie niet met zekerheid bepaald kan worden wie het is. Haar sieraden en haar jurk, gecombineerd met de zelfverzekerde houding, lijken erop te wijzen dat ze lid is van de bovenklasse. Het kan echter ook zijn dat het Jeronima de las Cuevas is, een vriendin van El Greco in Toledo die ook de moeder van zijn zoon Jorge Manuel was. De precieze verhouding van El Greco tot Jeronima is altijd onduidelijk gebleven, maar de trekken van de dame in bontjas vertoont opvallende overeenkomsten met een portret dat El Greco van haar schilderde in ongeveer dezelfde periode als waarin Dame in bontjas gedateerd wordt, en dat tegenwoordig in Philadelphia hangt.

## Datering
De datering van El Greco's schilderijen is echter altijd een heikele aangelegenheid geweest. Aangenomen wordt dat hij het portret van de Dame in Bontjas schilderde in de eerste jaren dat hij in Toledo woonde, maar mogelijk werd het ook al aanzienlijk eerder geschilderd, hetgeen zou kunnen blijken uit de constatering dat diverse kenmerken van de latere El Greco, zoals de smalle schouders en de geforceerde houding van de vingers weliswaar aanwezig maar veel minder pregnant zijn. Bovendien suggereren biografen dat Jeronima de las Cuevas weleens afkomstig zou kunnen zijn uit Venetië en dat ze El Greco is gevolgd naar Spanje. Denkbaar is daarmee dat het portret ook geschilderd kan zijn tijdens El Greco's verblijf in Italië, zijnde vóór 1577.